# Иван Томажич
Иван Йожеф Томажич (на словенски: Ivan Jožef Tomažič) е словенски римокатолически духовник, епископ на Лавантската епархия в Кралство Югославия и Комунистическа Югославия от 1933 до 1949 година.

## Биография
Роден е на 1 август 1876 година в Миклаж край словенското градче Ормож, Австро-Унгария. Завършва начално образование и в 1887 година започва да учи гимназия в Любляна, която завърщва в 1895 година. След това от 1895 до 1899 година учи богословие в Мариборската семинария. Като семинарист е член на литературното дружество „Сломшек“ и пише в неговия вестник „Липица“, в който се публикуват статии с различно съдържание, предимно преводи от латински, френски и немски и статии в духа на славянската солидарност от хърватски, чешки и словашки богослови. Конфликтът между политическото и литературното крило на дружеството отблъсква Томажич.
На 5 декември 1898 година е ръкоположен за свещеник. Служи като капелан в 1899 – 1901 година във Видем об Шчавници, а в 1901 - 1903 година в Целе. След това в 1906 година постъпва в Богословския факултет на Инсбрукския университет. Междувременно става секретар на епископията в Марибор и катедрален капелан до 1915 година, когато става престолен каноник. В 1909 - 1910 година публикува в списанието „Водител в Богословних Ведах“ труда си „Вето или ексклузива при избирането на папа“ (VBV 1909, 273.; 1910, 49.).
В 1920 – 1922 година преподава църковна история в Мариборската семинария. В 1921 година става декан, в 1925 година прелат.
В 1928 година лавантският епископ Андрей Карлин го предлага за свой викарий. На 8 юни 1928 папа Пий XI го назначава за титулярен баргалски епископ и за генерален викарий на Лавантската епархия в Марибор. Ръкоположен е за епископ на 1 август 1928 година от епископ Андрей Карлин в съслужение с люблянския епископ Антон Йеглич и кръкския епископ Йосип Сребърнич.
На 27 юни 1933 година оглавява лавантската катедра.
При управлението си в Марибор, с финансовата помощ на всички епархии, епископ Иван Томажич успява да осъществи замисъла на епископ Карлин за построяване на нова сграда на семинарията, като успява да осигури признаването ѝ като средно училище. Обновен е и интериорът на катедралната църква „Свети Йоан Кръстител“ в града. В 1934 година започва инициативата за евхаристичен конгрес в Марибор, продължава започнатата от Карлин работа за беатификация на Антон Сломшек, предприема мерки за съживяване на църковния живот. При поемане на епископските задължения в 1933 година пише, че църквата и духовенството трябва да са над политическия живот.
Епископ Иван ръководи епархията по време на тежките години на окупацията от Третия Райх през Втората световна война. Епископът отхвърля всички искания за подкрепа от страна на църквата на някакви военни или политически действия и съответно окупаторите го разглеждат като чужденец без гражданство.
Епископ Иван Томажич умира в Марибор на 27 февруари 1949 година.